# 天主教坎纳诺尔教区
天主教坎納諾爾教區 （拉丁語：Dioecesis Kannurensis）是羅馬天主教的一個教區，包括印度喀拉拉邦北部卡薩拉果德縣以及坎納諾爾縣，受韋拉博利總教區管轄。
教區成立於1998年11月5日，2011年有教友48,899名，佔轄區總人口百分之1.8。由116名司鐸名管理五十九個堂區。教區主教亞歷克斯·若瑟·瓦達庫米泰拉（Alex Joseph Vadakumthala）。